# Neolepidostoma daabanum
Neolepidostoma daabanum är en nattsländeart som beskrevs av Georg Ulmer 1951. Neolepidostoma daabanum ingår i släktet Neolepidostoma och familjen kantrörsnattsländor. Inga underarter finns listade i Catalogue of Life.